# Avenue de la Marne (Montrouge)
Pour les articles homonymes, voir Avenue de la Marne.
L’avenue de la Marne est une voie de communication de la ville Montrouge dans les Hauts-de-Seine.

## Situation et accès

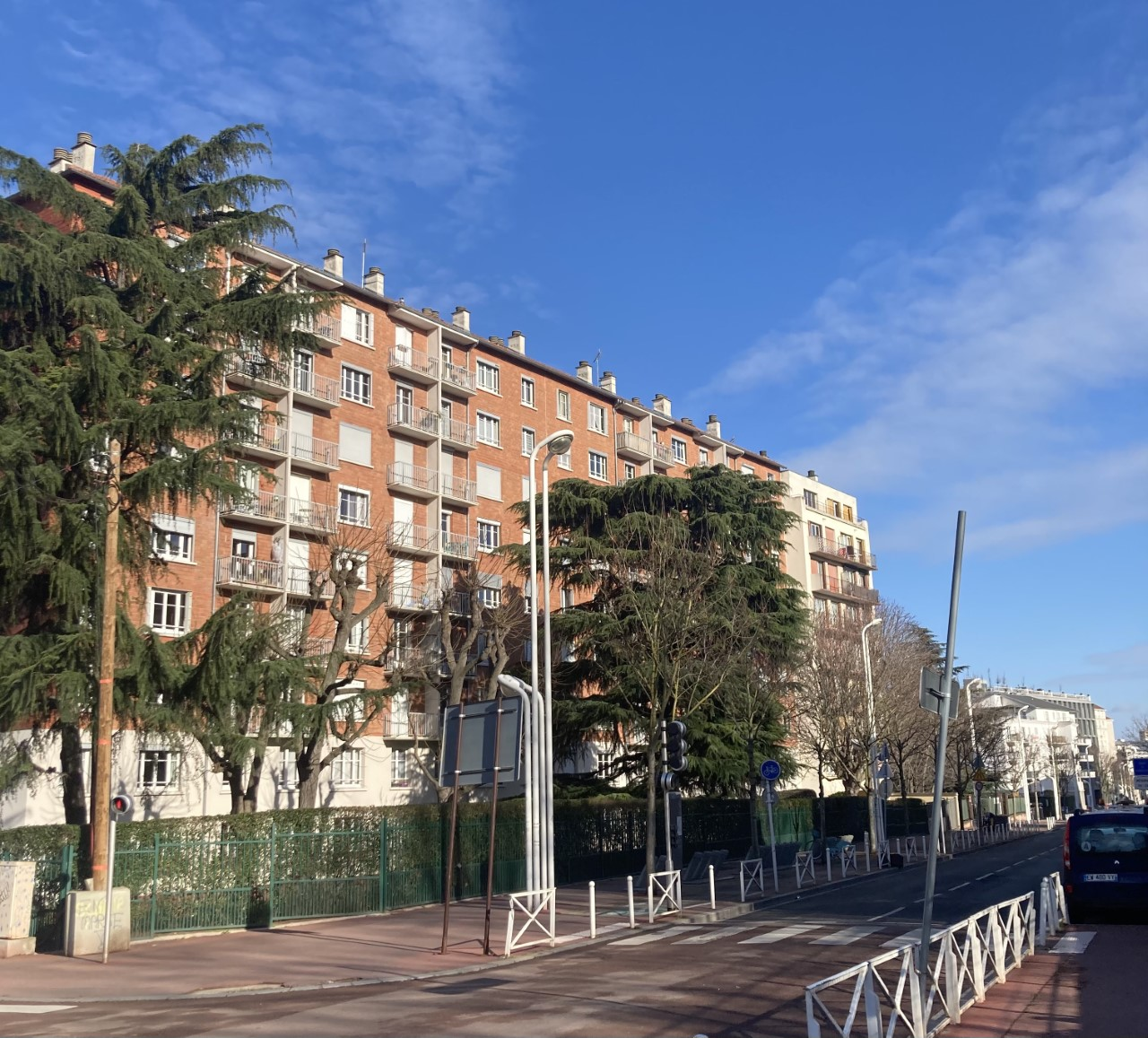
Avenue de la Marne à Montrouge.

Elle passe entre les lieudits Les Fossés Rouges, côté ouest, et Les Bas-Ménils, côté est. Elle croise notamment l'avenue Verdier et se termine perpendiculairement à l'avenue Marx-Dormoy à l'angle de l'avenue Jean-Jaurès.

## Origine du nom
Cette avenue commémore la première bataille de la Marne.

## Historique
C'est aujourd'hui une avenue bâtie entre autres d'immeubles de bureaux, et d'immeubles d'habitation élevés, en renouvellement urbain dans les années 2010.

## Bâtiments remarquables et lieux de mémoire

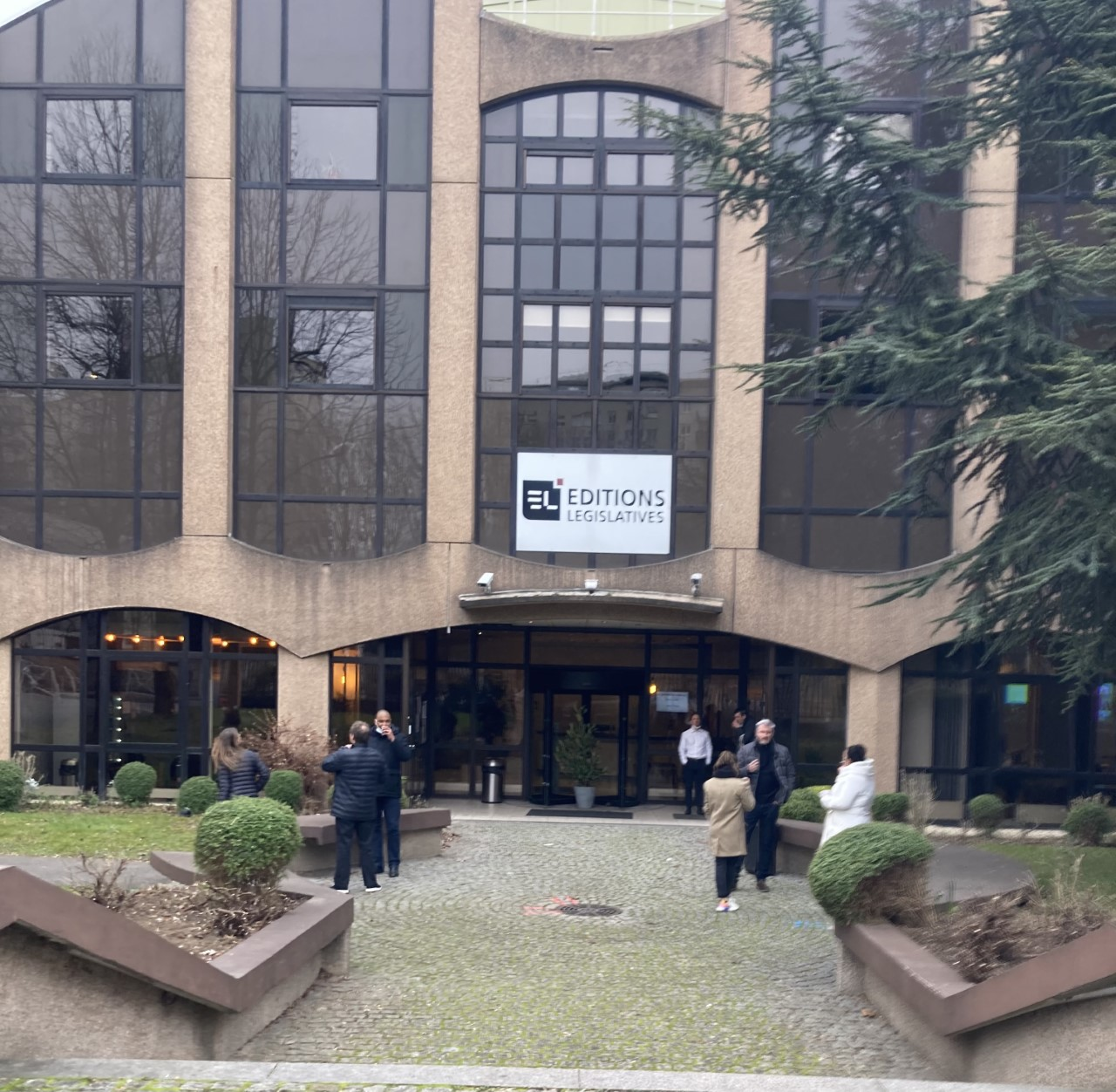
Éditions législatives.

- Nos 5 et 7 : La cité « La Châtillonneraie » (1934, Henry Denis architecte[4]), à l'angle de la rue Paul-Bert, est un grand ensemble de douze barres d'habitations dont la structure est faite de béton et d’acier[5]. Elle est recensée à l'inventaire général du patrimoine culturel[6]. Une autre cité achevée l'année suivante plus au sud, sur le territoire de Montrouge, est également répertoriée à l'inventaire général du patrimoine : la « Cité Louis-Hertz » (1935, Julien Hirsch architecte[7]), 200/204 avenue Marx-Dormoy[8].
- Nos 27 à 35 : cinq pavillons mitoyens (1925-1926) réalisés par les architectes Georges Albenque et Henri Thalheimer, présentant sous-sol et un étage sur rez-de-chaussée, avec façades élevées en briques sur fondation de moellons. L'entrée du no 27 est murée (état 2023).
- No 57 : le « square de l'avenue de la Marne » consiste essentiellement en un terrain de basket et des tables de ping-pong échoués entre de grands immeubles à peine masqués par les arbres qui entourent le lieu. L'aire de jeux est réservée aux enfants de plus de 5 ans[9].
- No 70 : halle du « Marché de la Marne ». Le marché hebdomadaire qui a été inauguré en 2021 dans cette halle préexistante et reconvertie se tient tous les vendredis matin[10]. La « Guinguette de la Marne » qui lui est associée s'anime un dimanche par mois.
- No 80 : siège des Éditions législatives, filiale de Dalloz.